# Tuomilampi
Tuomilampi är en sjö i Finland. Den ligger i kommunen Utajärvi i landskapet Norra Österbotten, i den centrala delen av landet, 600 km norr om huvudstaden Helsingfors. Tuomilampi ligger 126,6 meter över havet. Arean är 58,1 hektar och strandlinjen är 3,35 kilometer lång. Sjön  ingår i Kiminge älvs huvudavrinningsområde. 